# Črešnjevec (Chorwacja)
Črešnjevec – wieś w Chorwacji, w żupanii krapińsko-zagorskiej, w gminie Tuhelj. W 2011 roku liczyła 224 mieszkańców.